# لش‌ماهی آناتولی
لش‌ماهی آناتولی (نام علمی: Squalius anatolicus) نام یک گونه از تیره کپورماهیان است.